# 충주시의 시내버스
충주시의 시내버스는 충청북도 충주시에서 운행되는 시내버스이다.

## 역사
- 1951년, 친선버스(현재의 친선고속)가 처음으로 창립되어 시내버스를 운행하기 시작하였다.
- 1966년, 삼화버스공사가 입석형 버스 10대를 인가받아 창립되어 운행을 개시하였다.
- 1979년, 친선버스가 충주시내버스 부문을 충주교통으로 분리독립하여 창립함으로써, 지금의 두 회사가 되었다.
- 1993년, 충주교통과 삼화버스공사 2개 업체의 차량이 당시 101대로, 그 중 61대, 391회의 운행회수와 79개의 노선을 운행하였다.
- 1998년, 자금난으로 인해 노조들의 파업과 시위로 인해 시내버스의 운행이 전면 중단되어, 임시로 충주시청 관용버스와 공군버스 및 충주시 내 전세버스 등을 통해 운행하기도 하였으나 동년 10월, 임금 인상을 토대로 노조와 사측의 협상이 타결되며 파업을 마무리하여 다시 정상운행에 들어갔다.
- 1999년, 수요가 부족하여 수익성이 떨어진 시내좌석버스제를 폐지하였으며, 해당 노선이었던 수안보행 노선은 시내일반버스 운행으로 전환되었다.
- 1999년, 충청북도 시내일반버스 현재 도색이 적용되어 구도색이었던 차량들도 재도색되었다.
- 2002년, 충주공용버스터미널의 부지 이전과 함께 노선 번호제를 시행했다. 1990년대에도 번호가 있긴 하였으나 언제서부턴가 없어지기 시작했다, 2000년대 초에 지금과는 다른 번호로 권역을 나누었었고, 노선마다 고유의 번호가 있는데 아니라 권역 번호를 붙이고 운행하였다.
- 이 때 신설된 노선이 극동정보대학 충주캠퍼스 통학생 및 충주대학교 대학생을 위해 만든 충주시내버스 615번 거리실 노선이다. 그러나 2011년 8월 1일자로부터 살미3번선의 615번 거리실충주시청행은 주덕 2번선의 106번으로 변경되어 운행된다.
- 2003년 중반(2003년 초반까지 대형버스 투입)부터 중형버스를 도입하기 시작하여 지금에 이르고 있다.
- 2005년, CNG(천연가스)충전소를 유치하려 했으나 여건 부적합으로 인하여 실패하였고, 10여대가 넘는 버스가 감차되었다.
- 2007년, 삼화버스공사에서 처음으로 DVD 형태의 DVR CCTV를 사용하였고, 이후 충주교통에서도 DVR CCTV를 사용, 이어서 승무원 복장도 와이셔츠로 통일하였다.

- 2011년 8월에 환승제가 정식 실시되어, 신설 노선으로 시내순환형인 777번(시계방향), 888번(반시계방향)과 의료원 행인 119번, 가정리 행인 105번, 소림 행인 345번, 당평 행 361번이 신설되었고, 댐방면과 단월방면은 일부를 제외하고 봉방동발이 아닌 안림동이나 발티 출발로 변경되었다. 일부 노선은 구간이 변경되었으며, 굴곡이 아닌 편도위주로 바뀌었다.
- 2011년 11월부터 노선이 일부 재개편이 되어 살미방면 노선 경로가 개편 전으로 환원되어 관광객도 공용터미널에서 수안보까지 버스로 이용할 수 있도록 하였으며, 아침 시간 대 각 방면별 노선에 미덕학원 선이 적용되고, 기존 두진방면 경유 노선이 부활하였다.
- 2012년 6월부터 삼화버스공사 시내버스 전 차량과 사무실에 무료 와이파이 존이 설치되었다. 통신사는 KT이며, KT 통신사 스마트폰 유저에 최적화되어있다.
- 2012년 7월 25일 교통카드 단말기 변경과 함께 선불 충전식 교통카드로 티머니, 캐시비, 하나로카드가, 후불 교통카드로 롯데카드, BC카드, 삼성카드, 신한카드, NH농협카드, 외환카드, KB국민카드, 하나SK카드, 현대카드 가 추가로 사용이 가능하게 됨.
- 2012년 10월 4일,  연수지구 시내버스 일부 변경 원주방면 노선 신설
- 2013년 6월 15일, 삼화버스공사,충주교통에서 차량 1대 증차, 운행차량 74대 달성.
- 2013년 6월 20일부터 시내순환 노선 개편과 함께 차량 2대 증차, 777번은 42회에서 52회로, 888번은 39회에서 51회로 증회 및 배차간격도 25분에서 17분으로 줄어들었으며, 시내버스 승강장이 세계조정선수권대회에 대비하여 정비를 모두 마쳤다.
- 2014년 8월부터 원주시와 연계한 버스 정보시스템(BIS)이 실시되었다. 현재 각 승강장마다 기기 설치가 끝났고, 버스마다 LED노선번호가 뒷쪽 행선판 자리에 달렸고, 버스안에도 LED전광판이 설치되었다.
- 2015년부터 일부 정류장에 버스 도착 LED전광판이 장착되었다.
- 2016년 10월에 서충주신도시 조성으로 인하여 차량 2대가 증차되었다.
- 2017년 1월 1일부터 서충주신도시 조성으로 인하여 111번 노선이 신설되었다.
- 2018년 3월 1일부터 충주기업도시 추가 조성으로 인하여 112, 112-1번이 추가로 신설되었으며, 차량도 2대 증차되어 양 사 모두 39대, 예비차 포함 총합 78대 달성.
- 2019년 2월 1일부터 112번, 112-1번 추가 및 주 52시간에 따른 시간표 조정 등으로 차량이 2대 증차되었고, 같은 해 10월에는 호암지구 조성으로 인하여 2대가 추가로 증차되어 양 사 모두 41대, 예비차 포함 총합 82대 달성. 삼화버스공사에 한하여 환전통이 대일산업 사의 제품으로 교체되고, 전 차량에 보조 LED가 추가로 장착되었다.
- 2024년 6월 3일, 노선 개편.

## 운임
- 2024년 11월 23일 기준으로 작성[1]

| 나이                    | 카드 (원) | 현금 (원) |
| ----------------------- | --------- | --------- |
| 어른 (만 19세 이상)     | 1650      | 1700      |
| 청소년 (만 13세 ~ 18세) | 1300      | 1350      |
| 어린이 (만 7세 ~ 12세)  | 800       | 850       |

- 시외 할증은 1km당 131.82원으로 계산

### 무임 환승 및 환승 할인제
시내버스 환승제 확대론에 따라 충청북도 도시지역 중 마지막으로 무임 환승 및 환승 할인제가 2011년 8월 도입되어 전격 시행에 들어갔다.
우선 안정적인 시내버스 무임 환승 및 환승 할인제 구축으로 시민들의 교통편익 증진을 위한 중간보고회를 3월 21일 실시 한 데 이어 시내버스 무임 환승 및 환승 할인제 용역 최종 보고회 및 시민공청회가 4월 14일 공무원과 시민, 용역업체 직원 등 300여명이 참석한 가운데 진행되었다. 환승 방식은 제천시내버스와 동일하나 도내 타 지역 시내버스 유출입 충주지역과 충주시내버스 유출입 도내 타 지역에서 해당 지역 시내버스와의 상호 환승은 불가능하다.

### 교통 카드
교통카드는 2012년 7월 25일 기준으로 선불 충전식 교통카드는 마이비카드, 티머니, 캐시비, 코레일 멤버십 카드, 하나로카드, 한페이를, 후불 교통카드는 롯데카드, BC카드, 삼성카드, 신한카드, NH농협카드, KB국민카드, 하나카드, 현대카드를 사용할 수 있다.

## 운수 업체
2020년 3월 기준이다.
| 운행업체 | 면허 대수 | 면허 대수 | 면허 대수 | 면허 대수 | 면허 대수 |
| -------- | --------- | --------- | --------- | --------- | --------- |
| 운행업체 | 대수 합계 | 일반버스  | 좌석버스  | 공영버스  | 저상버스  |
| 삼화버스 | 39        | 13        | -         | 25        | 1         |
| 충주교통 | 39        | 13        | -         | 24        | 2         |
| 합계     | 78        | 26        | -         | 49        | 3         |

## 노선
노선 번호의 앞 자리 숫자는 (1)번이 주덕방면, (2)번이 살미방면, (3)번이 목행, 충주댐방면, (4)번이 중앙탑방면, (5~9)번이 순환선이다. 기점은 봉방동에 있는 구 충주역사인 충주교통, 삼화버스공사 공동 차고지이다. 충주시내버스 노선의 특징은 격일 운행제이며, 그 예로 하루는 충주교통이 남부(주덕, 수안보방면), 삼화버스공사가 북부(목행, 중앙탑방면)를 담당하고, 그 다음날에는 충주교통이 북부, 삼화버스공사가 남부를 담당하는 형태이다.

### 2011년 개편
777번과 888번 두 노선 모두 애초에는 삼원로터리가 기/종점이었으나, 후에 차고지 기/종점으로 변경하면서 충주역과 충주공용버스터미널, 법원사거리 방면을 운행하는 방식으로 바뀌었으며, 6월 20일부터 차량 2대가 추가로 투입되어 배차횟수도 777번이 42회에서 52회로, 888번이 39회에서 51회로 증회됨과 동시에 배차간격도 최소 17분 간격으로 줄었다.
- 100번대 노선은 기존 안림방면과 주덕방면을 그대로 유지하였으나, 공용터미널 경유가 금릉삼거리가 아닌, 칠금사거리에서 우회전 하여 삼원로터리를 경유하는 방식으로 변경되었다.
- 200번대 노선은 회사를 출발하여 충주역, 터미널, 시내, 충주고등학교를 경유하여 살미로 향하는 방식이다. 간혹 단월 노선을 운행한다.
- 300번대 노선은 기존 두진아파트 경유구간을 없애고, 법원사거리 경유로 변경되었으며, 기존 연수구간은 법원방면과 동일하나, 주공아파트 방면 경로를 그대로 이어받는다. 이마트에서 공설시장-구.아카데미극장(1로터리/메디컬센터)에서 좌측 실내체육관 방면을 지나, 중앙중학교, 법원, 충주공용버스터미널을 경유하여 세무서 방향으로 운행한다. 기존에 다니던 연수동주민센터(舊.충주소방서)는 경유하지 않는다. 그러나, 11월부터 다시 두진아파트 경유구간이 부활하였다.

- 400번대 노선은 충주고교에서 남산초교 방면을 다니던 기존 굴곡 경로에서, 후렌드리호텔(충주소방서 남부119안전센터), 예성여자중고교, 충주공업고등학교 구간과 기존 성남동-삼원수영장 구간을 공설시장-삼원초교-충주농업고등학교-충주공용버스터미널-탄금대 경유의 편도 구간으로 변경하면서 기존에 다니던 법원구간을 경유하지 않는다.

- 기존 500번대 노선은 존치되었으나, 512번 노선은 폐지되었다. 552번 미덕학원도 폐지되었으나 후에 재개통되었다.
- 600번대 노선은 기존 회사 출발에서 단월 출발 의료원/마즈막재 도착으로 변경되었으나 일부는 여전히 회사 출발이며, 기존 살미방면 노선이 다시 단월 노선을 운행할 수 있게 되었다.

- 충주댐 방면 역시 도장골/발티 출발, 삼원초등학교가 아닌 삼원수영장을 경유하여 건국대학교 병원 경유로 바꾸었다.
- 552번 미덕학원 노선은 재개통 당시 순환선과 충주댐 번선에서 주관하였으나 후에 각 방면 아침 운행 차량으로 확대되었다.
- 이번 개편으로 인하여 311번 모천, 330번 산척, 512번 안림행 등이 폐선되었고, 노선 개수는 더 늘어났으나, 그에 비해 차량은 터무니없이 부족한 실정이다. 저상버스의 운휴로 초반에는 50분 ~ 1시간 간격으로 시내순환노선의 간격이 벌어지기도 했으나 1대의 증차분으로 인해서 휴일배차 25분 간격을 유지하게 되었다.

### 2024년 개편
중복되는 노선을 폐지하고 노선번호를 통폐합했다. 시내소순환 01~04번, 대학순환 700번, 서충주순환 77/88번을 신설했다. 마을버스를 충주콜버스로 전환했다.

## 운행 범위
- 충주시 전역
- 음성군 소이면, 생극면, 감곡면 일대
- 제천시 덕산면, 백운면, 한수면 일대
- 괴산군 장연면, 불정면, 연풍면 일대
- 원주시 귀래면, 부론면 일대

## 안내 방송
안내방송 단말기 본체는 서울시내버스의 양진텔레콤 사의 것과 같으나, 색상만 다르다.